# Sergueï Bortkiewicz
Pour les articles homonymes, voir Bortkiewicz.
Sergueï Bortkiewicz (né à Kharkov le 28 février 1877 et mort à Vienne le 25 octobre 1952) est un pianiste et compositeur d'origine polonaise, sujet de l'Empire russe, puis citoyen autrichien.

## Biographie
Sergueï Bortkiewicz naît à Kharkov (gouvernement de Kharkov en Russie), fils d'Edward Bortkiewicz et de Zofia, née Uszynska. La famille était d'origine noble polonaise et possédait le domaine d'Artiomovka près de Kharkov.
Bortkiewicz étudie la musique avec Karl von Arek et Anatoli Liadov au Conservatoire impérial de Saint-Pétersbourg et à partir de 1900 au Conservatoire de Leipzig avec Alfred Reisenauer (piano) et Salomon Jadassohn (composition).
En 1904, il épouse Elisabeth Geraklitova ; le couple s'installe à Berlin. Brillant pianiste, il se produit en concert dans toute l'Europe. Il donne également des cours privés, et, pour un an, enseigne au Conservatoire Klindworth-Scharwenka, où commence une longue amitié avec le pianiste néerlandais Hugo van Dalen (qui interprétera plus tard le premier concerto pour piano de Bortkiewicz).
Avec le déclenchement de la Première Guerre mondiale en 1914 commence une période malheureuse, marquée par la pauvreté. Le couple est plusieurs fois contraint de fuir, et s'installe définitivement à Vienne en 1923 (ils acquièrent la nationalité autrichienne en 1925). Ils n'eurent pas d'enfants.
Bortkiewicz est décédé le 25 octobre 1952 et Elisabeth Geraklitova Bortkiewicz le 9 mars 1960. Ils sont tous deux enterrés au Zentralfriedhof (Cimetière Central) de Vienne.

## Style
Bortkiewicz a composé uniquement dans le style romantique, profondément lyrique et nostalgique. Ses œuvres évoquent parfois Chopin, et notamment ses contemporains du début du XXe siècle : Scriabine, Medtner, Rachmaninov ; puis également un autre compositeur plutôt méconnu : Wiklund.

## Œuvres
- op. 1 Concerto pour piano (détruit par le compositeur)
- op. 2 Chansons
- op. 3 Quatre morceaux (piano solo)
- op. 4 Impressions (sept morceaux pour piano)
- op. 5 "Minuit" Deux morceaux pour piano (Andante con moto, Allegro quasi presto)
- op. 6 Trois morceaux pour piano (Prélude, Valse triste, Étude)
- op. 7 Deux morceaux pour piano (Mélodie et Menuet-Fantaisie)
- op. 8 Esquisses de Crimée
- op. 9 Sonate pour piano no 1 en si majeur
- op. 10 Quatre morceaux
- op. 11 Six pensées lyriques (piano solo)
- op. 12 Morceaux (piano solo)
- op. 13 Six Préludes (piano solo)
- op. 14 Souvenirs d'enfance (Suite de morceaux faciles: Ce que chantait la nourrice - La chambre noire - La leçon de danse - Premier amour - Première douleur - Quand je serai grand.)
- op. 15 Dix études pour piano
- op. 16 Concerto pour piano et orchestre no 1 en si bémol majeur
- op. 17 Lamentation en ré mineur et Consolation en ré majeur (piano solo)
- op. 18 Morceaux pour piano
- op. 19 Othello. Symphonische Dichtung. 1914
- op. 20 Concerto pour violoncelle et orchestre en ut mineur
- op. 21 Le Petit Voyageur (piano)
- op. 22 Concerto pour violon et orchestre en ré majeur
- op. 23 Sept poèmes de Paul Verlaine (cycle de chansons en français et en allemand, 1925)
- op. 24 Trois morceaux (piano): Nocturne - Valse grotesque (Satyre) - Impromptu (Eros)
- op. 25 Trois morceaux pour violoncelle et piano
- op. 26 Sonate pour violon et piano en sol mineur
- op. 27 Trois valses pour piano
- op. 28 Concerto pour piano et orchestre no 2 en ut mineur (pour la main gauche, commandée par Paul Wittgenstein)
- op. 29 Douze nouvelles Études "illustrées (piano)
- op. 30 Musikalisches Bilderbuch. Aus Hans Christian Andersens Märchen (Contes d'Andersen, piano solo)
- op. 31 Russische Weisen und Tänze (piano solo)
- op. 32 Concerto pour piano et orchestre no 3 en ut mineur « Per Aspera ad Astra »
- op. 33 Dix Préludes
- op. 35 Un roman pour piano
- op. 37 Nuits arabes (ballet, 1916)
- op. 39 Jeunesse (piano solo)
- op. 40 Sept Préludes
- op. 42 Ballade (piano solo)
- op. 43 Chansons
- op. 45 Rhapsodie russe pour piano et orchestre (second edition)
- op. 46 Élégie (piano solo)
- op. 48 Morceaux (piano solo)
- op. 50 Akrobaten (opéra, 1938)
- op. 51 Österreichische Suite für Streichorchester. 1939
- op. 52 Symphonie nº1 en ré majeur "Ma Patrie"
- op. 53 Ouvertüre
- op. 54 Morceaux pour piano : (no 1 Russian Peasante Girl)...
- op. 55 Symphonie no 2 en mi bémol majeur
- op. 56 Chansons
- op. 58 Suite yougoslave
- op. 59 Lyrica Nova (piano solo)
- op. 60 Sonate pour piano no 2 en do dièse majeur
- op. 61 Fantaisiestücke
- op. 62 Chansons
- op. 63 Quatre pièces pour violon et piano
- op. 64 Trois Mazurkas
- op. 65 Quatre morceaux pour piano
- op. 66 Six Préludes
- op. 71 Trois Mélodrames
- op. 72 Chansons
- op. 73 Chansons
- op. 74 Chansons

## Discographie
- Concerto pour piano et orchestre n°1, op.16 (+Concerto op.2 & Fantaisie sur des airs populaires russes op.48 de Arenski) : Stephen Coombs (piano) & BBC Scottish Symphony Orchestra, Jerzy Maksymiuk (direction d'orchestre) Hyperion CDA66624, 1993 (Collection "Le Concerto romantique pour piano", Vol. 4)
- Symphonies n°1, op.52 & n°2, op.55 : BBC Scottish Symphony Orchestra, Martyn Brabbins (direction d'orchestre) Hyperion CDA67338, 2002
- Musique pour piano : Lamentations et consolations, op.17 ; Aus Anderses Märchens "Ein musicalisches Bilderburch, op.30 ; Dix préludes, op.33 ; Ballade, op.42 ; Elégie, op.46 ; Quatre morceaux, op.3 ; Quatre morceaux, op.65 & Sonate n°1, op.9 : Stephen Coombs (piano) 2CD, Hyperion Dyad CDD22054, 2008
- Sonate n°2 & autres œuvres pour piano : Six préludes, op.66 : n°1 & n°3 ; Fantaisiestücke, op.61 ; Lyrica nova, op.59 ; Trois mazukas, op.64 ; España, extrait de Quatre pièces pour violon et piano, op.63 ; Suite yougoslave, op.58 & Sonate n°2, op.60 : Nadedja Vlaeva (piano) Hyperion CDA68118, 2016
- Concertos pour piano et orchestre n°2, op. 28 & n°3, op.32 : Stefen Doniga (piano) & Janaceck Philharmonic Orchestra, David Porcelijn (direction d'orchestre) 1 CD, Piano Classics PCL10146, 2018
- Complete Piano Music : Klaas Trapman, 6 CD, Piano Classics PCL10163, 2018. Fausse intégrale, peu de fidélité aux nuances indiquées dans les partitions.
- Piano Works : Jouni Somero, 9 CD, FC Records, 2006-2012. La vraie intégrale, et la plus magnifiquement interprétée.